# Pijassili

Mapa hetyckiej Anatolii i Syrii

Pijassili (w źródłach asyryjskich Szarri-Kuszuh) – hetycki książę, syn Suppiluliumy I, który uczynił go wicekrólem zależnego od państwa hetyckiego Karkemisz (2 połowa XIV w. p.n.e.).
Pijassili władał Karkemisz w czasie ostatnich lat panowania swego ojca, za krótkiego panowania Arnuwandy II i podczas pierwszych dziewięciu lat panowania Mursili II. Jako wicekrólowi podporządkowana mu była hetycka armia stacjonująca w Syrii. Pijassili stał się założycielem hetyckiej linii dynastycznej w Karkemisz, która miała rządzić tym miastem przez pięć pokoleń. Współczesny był on Szattiwazie z Mitanni i Niqmadu z Ugarit, z którymi zawarł traktaty pokojowe. W czasie swego panowania stłumił liczne rewolty przeciw hetyckiej dominacji w Syrii. Zmarł w huryckim mieście Kummani podczas świąt ku czci bogini Hebat.